# 四方六面体
四方六面体（しほうろくめんたい、英: tetrakis hexahedron / tetrakis cube）とは、カタランの立体の一種で、切頂八面体の双対多面体である。立方体の各面の中心を持ち上げ、4つの二等辺三角形に分けたような形をしている。正四面体の各面と各辺の中心を持ち上げたような形にもなっている。

## 性質
- 構成面となる二等辺三角形の形状
  - 頂角: 約83.62°
  - 底角: 約48.19°
  - 短い辺 : 長い辺 = 3 : 4

## 近縁な立体

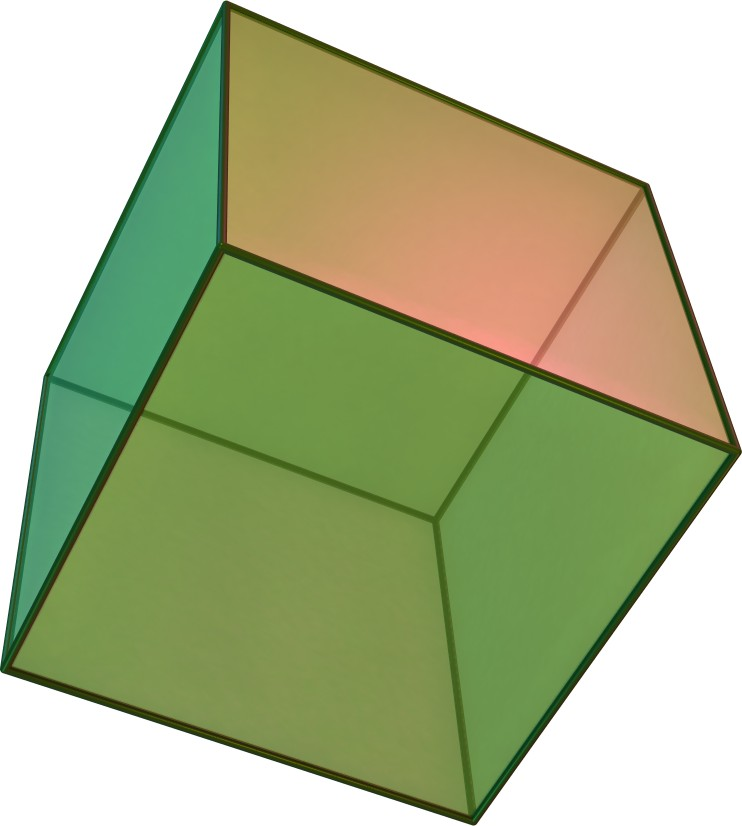
正六面体 （ベースの形）
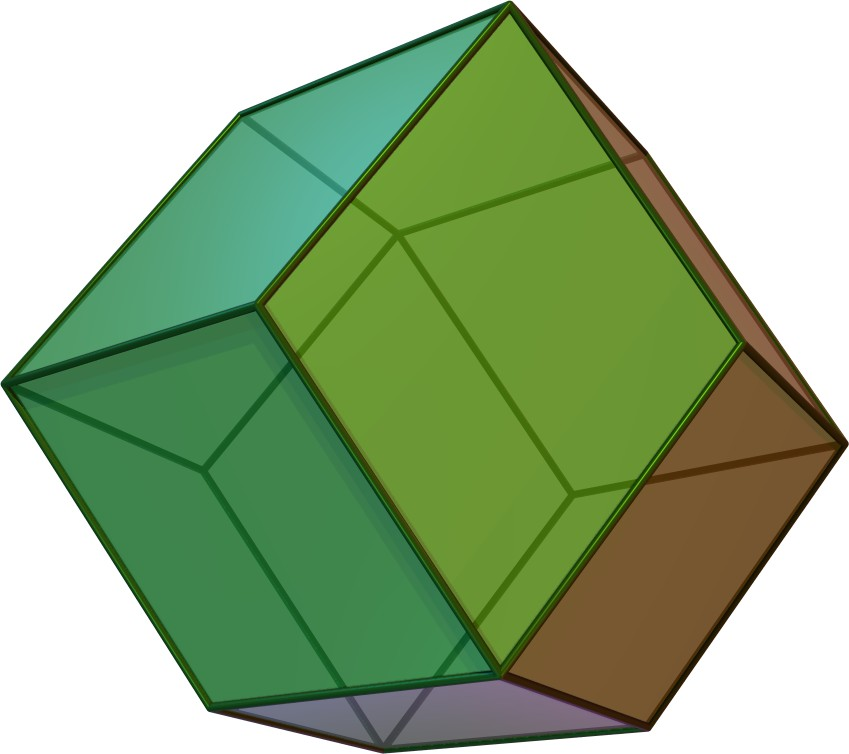
菱形十二面体 （もう少し高く持ち上げる）
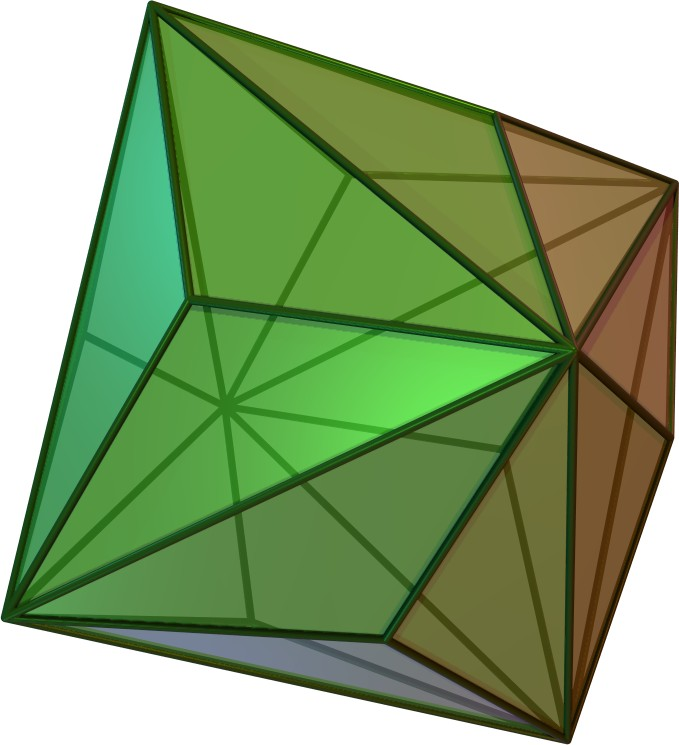
三方八面体 （更に高く持ち上げる）
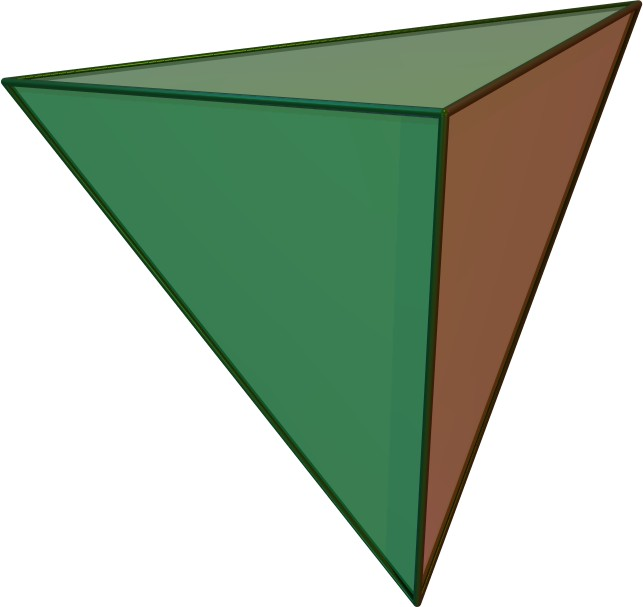
正四面体 （ベースの形2）
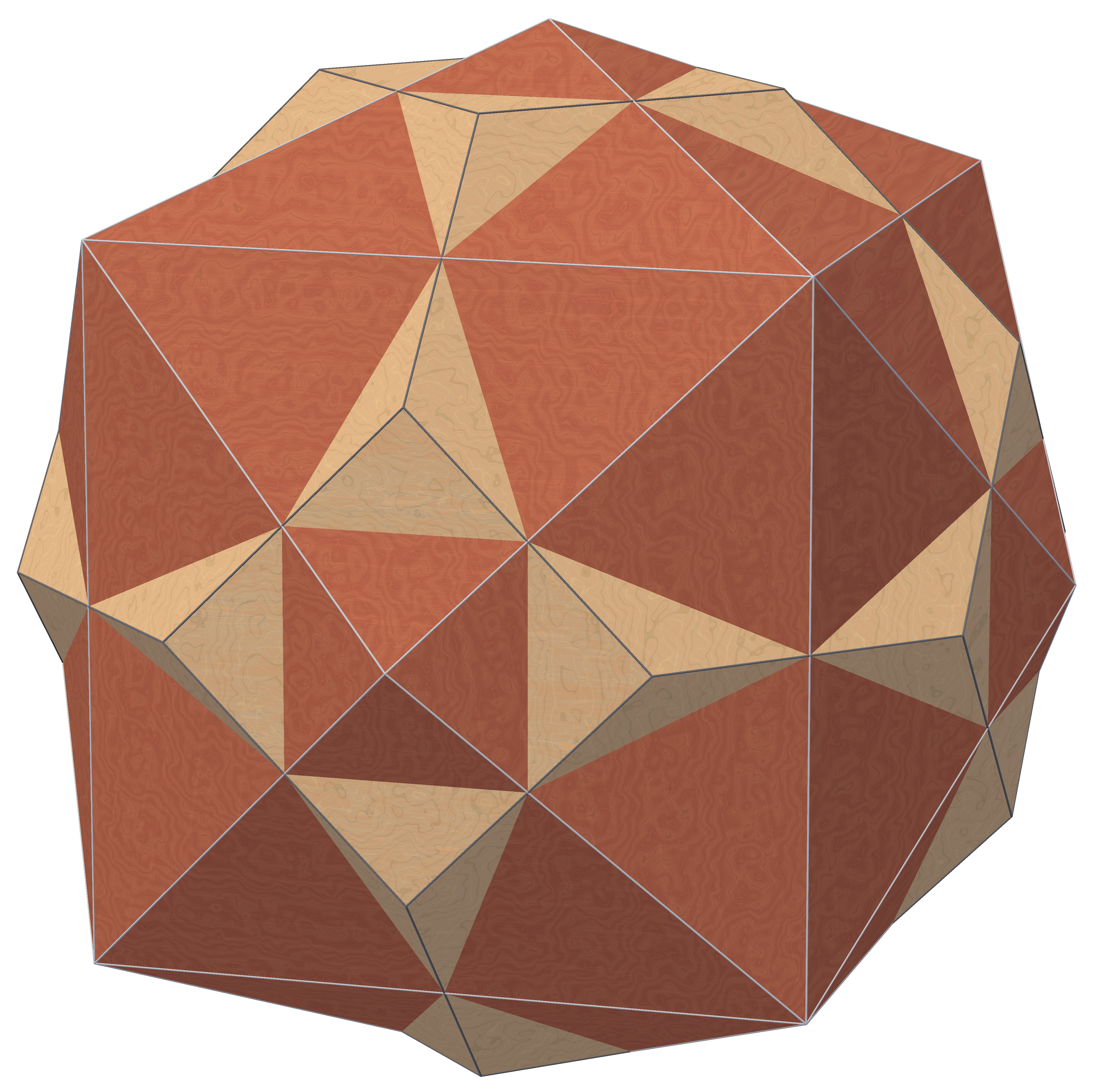
切頂八面体と四方六面体による複合多面体